# Entstörkondensator

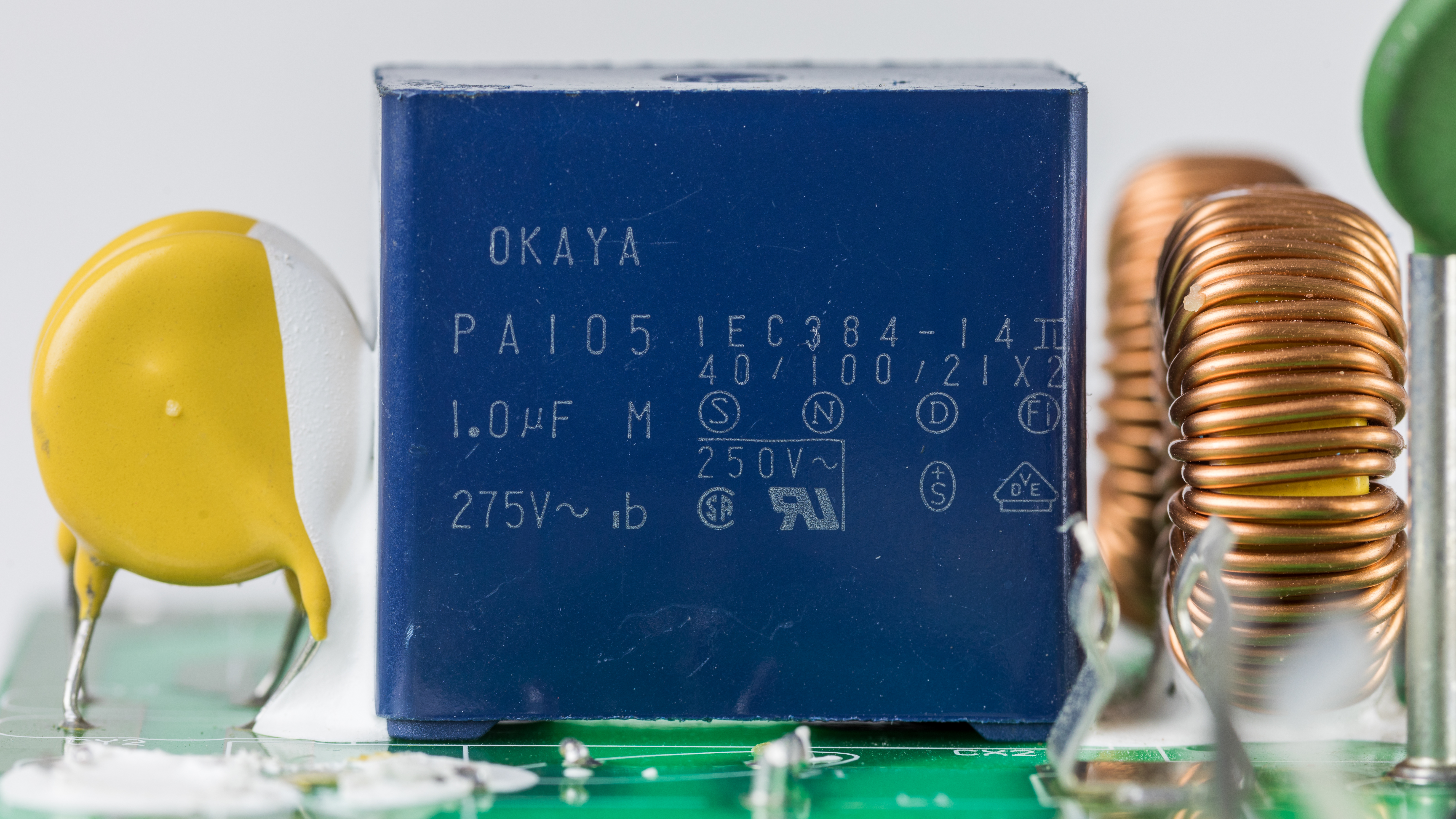
Entstörkondensator, zentrisches blaues Bauelement, der Sicherheitsklasse X2 in einem Netzfilter.

Entstörkondensatoren, auch Funk-Entstörkondensatoren oder Sicherheitskondensatoren genannt, sind elektrische Kondensatoren zur Funkentstörung, beispielsweise in Netzfiltern. Sie leiten hochfrequente Störsignale, hervorgerufen durch das Betreiben elektrischer oder elektronischer Betriebsmittel, gegen Masse bzw. den Schutzleiter oder gegen den Neutralleiter ab oder schließen sie kurz und bewirken damit die Herabsetzung der elektromagnetischen Störungen (EMV).
Entstörung hat zum Ziel, diese Störungen derart herabzusetzen, dass die verbleibenden Störsignale die vorgeschriebenen Grenzen der EMV-Normen EN 61000-6-3 (Wohngebiete) und EN 61000-6-4 (Industrie) nicht überschreiten. Im Bereich von Netzfiltern eingesetzte Entstörkondensatoren dämpfen darüber hinaus netzseitige Überspannungen (Bursts). Entstörkondensatoren werden in bedrahteter Ausführung als Keramikkondensatoren, als Metall-Papier-Kondensatoren (MP-Kondensatoren) und auch als metallisierte Kunststoff-Folienkondensatoren mit Polypropylenfolien (MKP-Kondensatoren) und Polyesterfolien (MKT-Kondensatoren, T für (Poly-)Terephthalat) als Dielektrikum angeboten. Für die Oberflächenmontage (SMD) sind zertifizierte Keramikkondensatoren (X1/Y2) aus den Keramikmaterialen wie C0G oder X7R verfügbar.

## Klassifizierung
Zur Abblockung und Bedämpfung von Störsignalen auf Netzzuleitungen von Geräten kommen Entstörkondensatoren zum Einsatz, die je nach Anforderungsprofil in die Klassen X und Y eingeteilt werden.

### Klasse-X-Kondensatoren

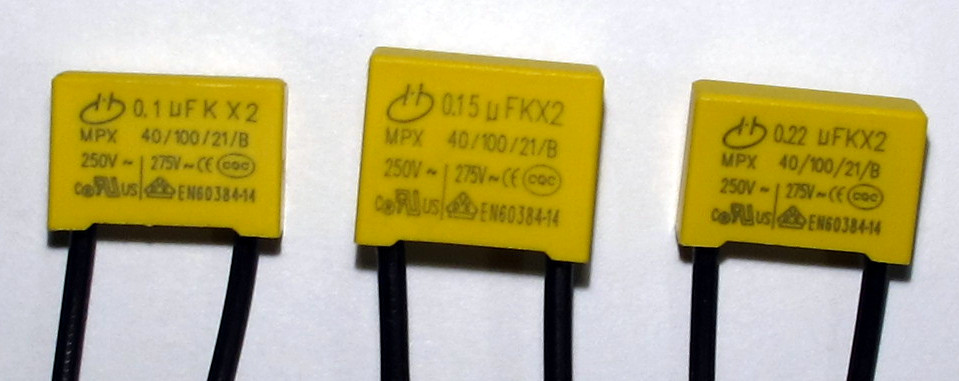
X2-Kondensatoren mit verschiedenen Kapazitätswerten

Klasse-X-Kondensatoren sind nach IEC 60384-14 elektrische Kondensatoren, die zwischen Außenleiter und Neutralleiter oder zwischen zwei Außenleitern geschaltet werden, und dürfen dort eingesetzt werden, wo es bei einem Schaden (Kurzschluss, Unterbrechung, innere Zerstörung) am Kondensator nicht zu einem gefährdenden elektrischen Schlag kommen kann. Aus der Perspektive der Sicherheit dürfen sie eine beliebig hohe Kapazität haben, aus technischen Gründen bewegt sich der Kapazitätsbereich üblicherweise im Bereich von 100 nF bis 1 µF.
Es existieren drei verschiedene Klassen von X-Kondensatoren, welche sich in ihren Anforderungen unterscheiden und in nachfolgender Tabelle zusammengefasst sind:
| Einteilung von Funk-Entstörkondensatoren der Klasse X | Einteilung von Funk-Entstörkondensatoren der Klasse X | Einteilung von Funk-Entstörkondensatoren der Klasse X | Einteilung von Funk-Entstörkondensatoren der Klasse X |
| Unterklasse                                           | Anwendung                                             | Impulsspitzenspannung im Betrieb                      | geforderte Impulsfestigkeit                           |
| ----------------------------------------------------- | ----------------------------------------------------- | ----------------------------------------------------- | ----------------------------------------------------- |
| X1                                                    | Einsatz bei hohen Spitzenspannungen                   | 2,5 kV – 4 kV                                         | 4 kV für C ≤ 1 µF                                     |
| X2                                                    | Allgemeine Anforderungen                              | ≤ 2,5 kV                                              | 2,5 kV für C ≤ 1 µF                                   |
| X3                                                    | Allgemeine Anforderungen                              | ≤ 1,2 kV                                              | –                                                     |

### Klasse-Y-Kondensatoren

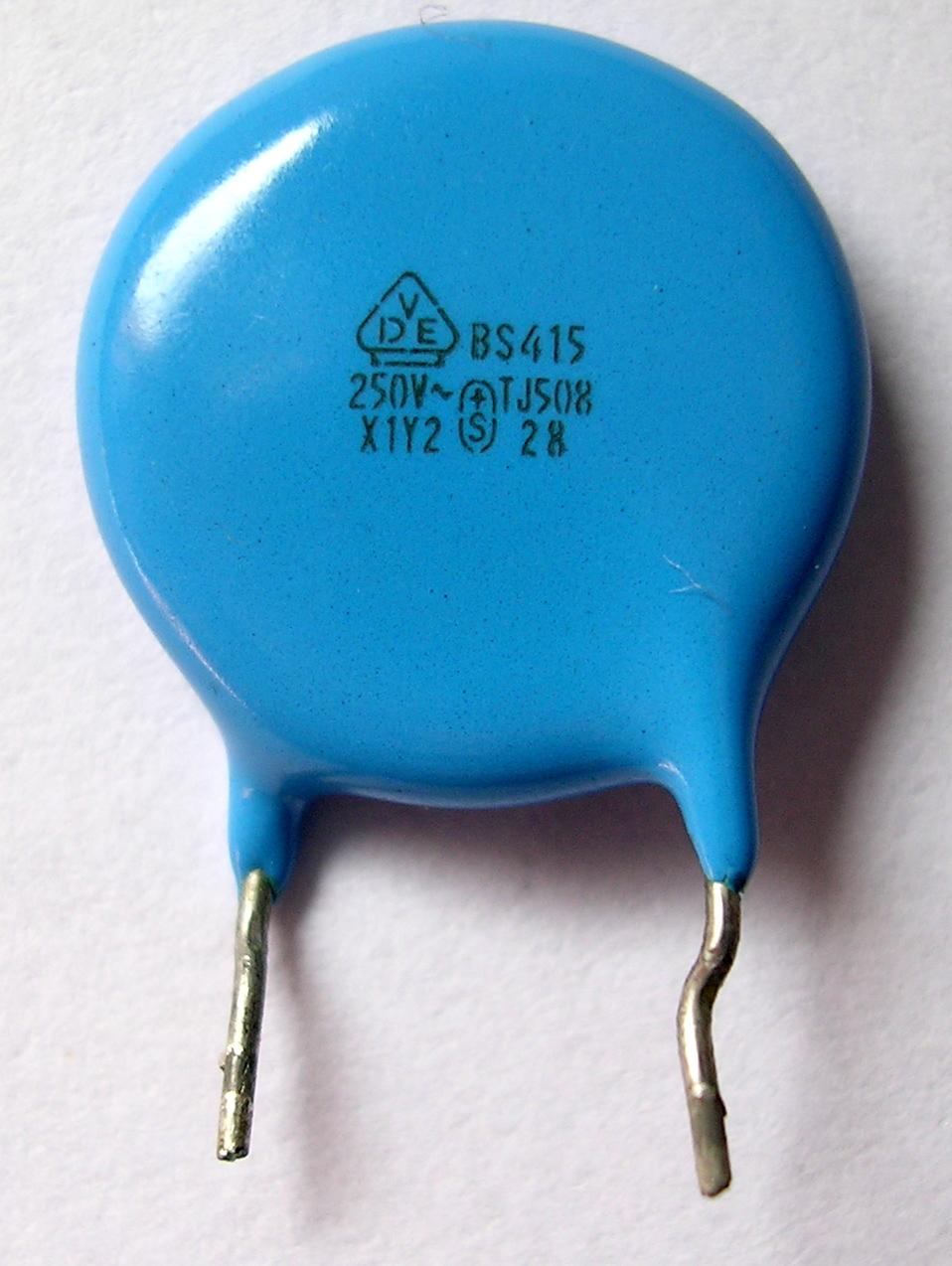
Y-Kondensator mit Prüfzeichen

Klasse-Y-Kondensatoren sind nach IEC 60384-14 Kondensatoren, die zwischen Außenleiter respektive Neutralleiter und berührbarem, schutzgeerdetem Gehäuse angeschlossen werden und somit die Basisisolierung überbrücken. Sie weisen einen speziellen Aufbau, welche eine elektrische und mechanische, überprüfbare Sicherheit aufweist, und eine nach oben begrenzte und zulässige Kapazität auf, da im Falle eines Versagens des Y-Kondensators eine Gefährdung von Personen oder Tieren durch elektrischen Schlag auftreten kann.
Es existieren vier verschiedene Klassen von Y-Kondensatoren, welche sich in ihren Anforderungen unterscheiden und in nachfolgender Tabelle zusammengefasst sind:

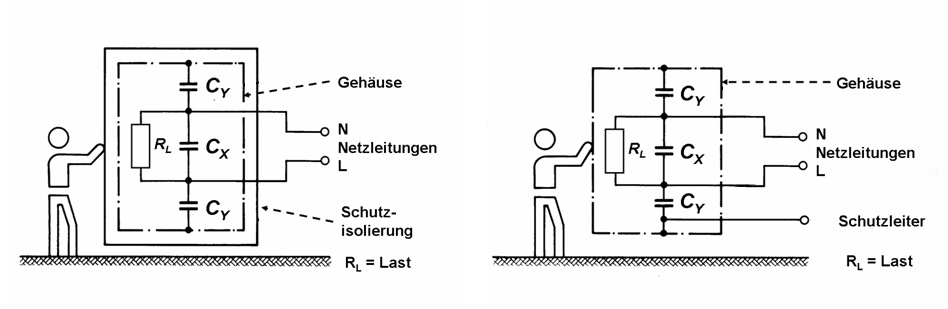
Funkentstörung mit X- und Y-Kondensatoren an Geräten mit und ohne Schutzisolierung

| Einteilung von Funk-Entstörkondensatoren der Klasse Y | Einteilung von Funk-Entstörkondensatoren der Klasse Y | Einteilung von Funk-Entstörkondensatoren der Klasse Y | Einteilung von Funk-Entstörkondensatoren der Klasse Y |
| Unterklasse                                           | Art der überbrückten Isolation                        | Bemessungs- spannungsbereich (Nennspannungsbereich)   | geforderte Impulsfestigkeit                           |
| ----------------------------------------------------- | ----------------------------------------------------- | ----------------------------------------------------- | ----------------------------------------------------- |
| Y1                                                    | Doppelte oder verstärkte Isolation                    | ≤ 500 VAC                                             | 8 kV                                                  |
| Y2                                                    | Basis- oder Zusatzisolation                           | ≥ 150 VAC - ≤ 300 VAC                                 | 5 kV                                                  |
| Y3                                                    | Basis- oder Zusatzisolation                           | ≥ 150 VAC - ≤ 250 VAC                                 | –                                                     |
| Y4                                                    | Basis- oder Zusatzisolation                           | < 150 VAC                                             | 2,5 kV                                                |

## Bauformen
Folgende Formen sind üblich:

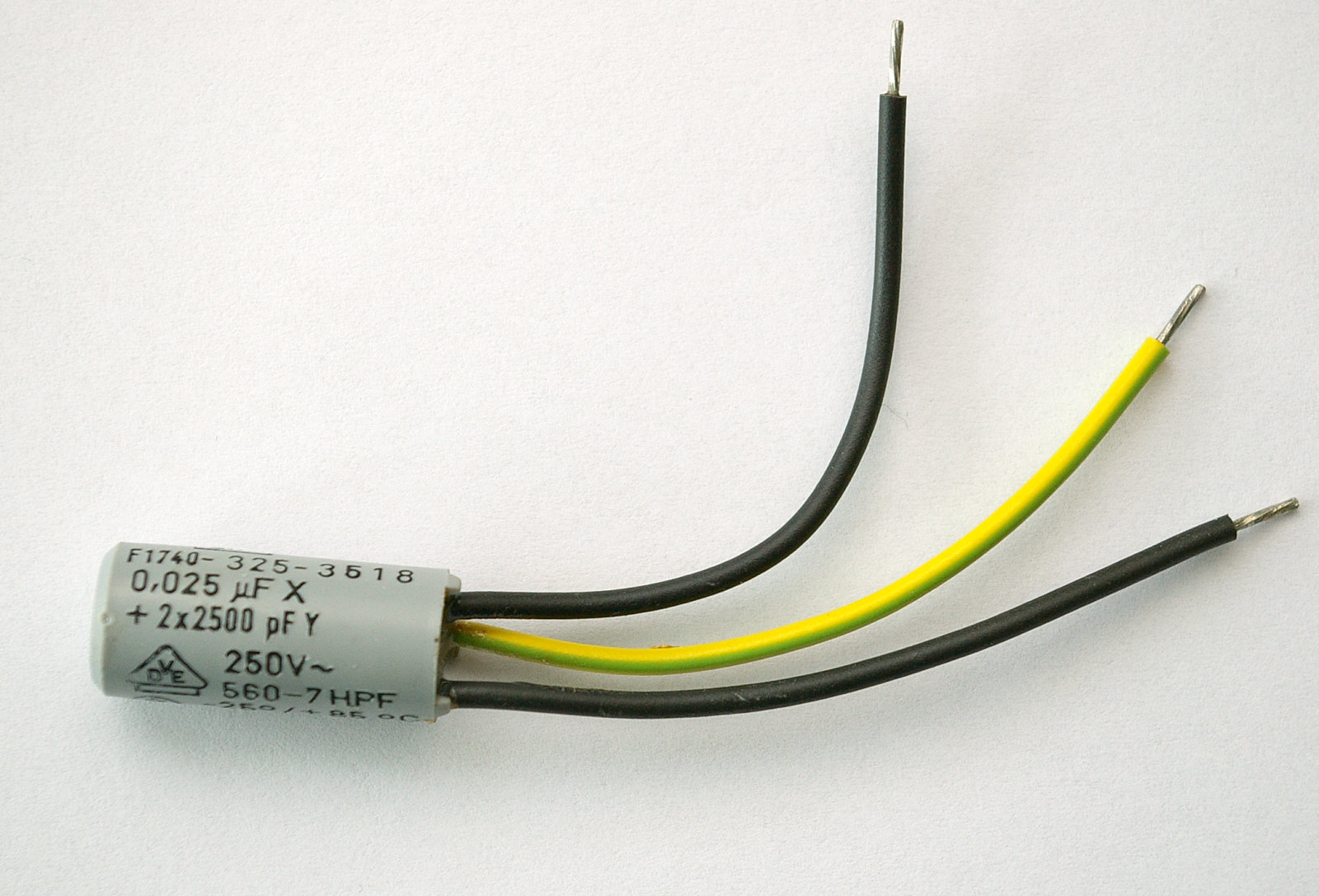
XY-Entstörkondensatorsatz; das Bauteil enthält drei Kondensatoren: 25 nF zwischen den schwarzen Leitern und je 2,5 nF zwischen dem grün-gelben und je einem schwarzen Leiter

- X- oder Y-Kondensatoren als Einzelbauelemente mit zwei Anschlüssen.
- XY-Kondensatoren mit drei Anschlüssen als Kombinationskondensatoren mit X- und Y-Kondensatoren in einem Gehäuse. Diese Kondensatoren werden in einem Arbeitsgang gewickelt. Sie sind intern in Stern- oder in Dreieckschaltung miteinander verbunden.

Die Entstörwirkung von Kondensatoren hängt besonders bei hohen Frequenzen stark von deren Bauweise ab. Daher gibt es auch Sonderbauformen:
- Durchführungskondensatoren mit einem hindurchgeführten Leiter für den Betriebsstrom
- Kondensatoren mit zwei Anschlüssen pro Pol
- Kondensatoren mit Stirnflächenkontaktierung des Wickels und flachen Anschlüssen.

## Verwendung

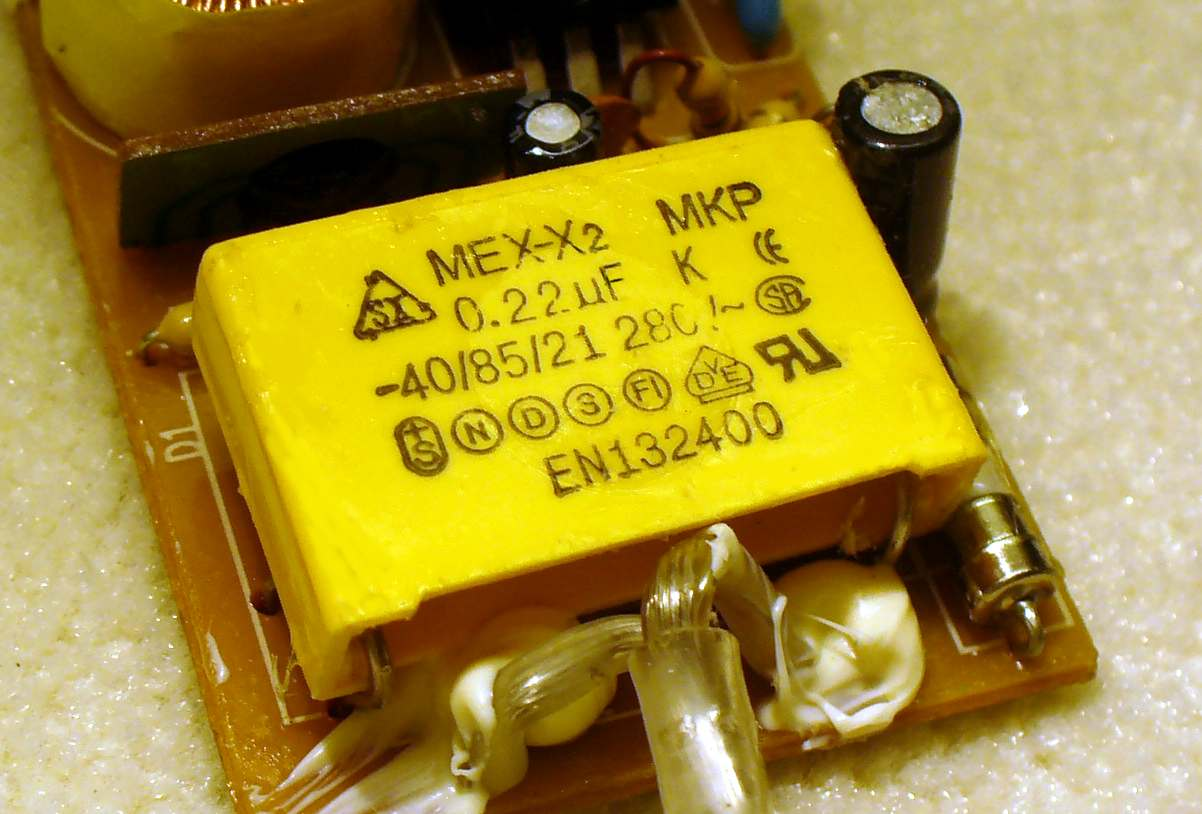
Typischer Metallisierter Polypropylen-Folienkondensator (MKP) der Sicherheitsklasse „X2“ in der Beschaltung einer durch Berührung einschaltbaren Leuchte

Y-Kondensatoren werden zur Unterdrückung von Gleichtaktstörungen eingesetzt. Das ist die einzige Ausnahme, wo der Schutzleiter zu anderen Zwecken als für Schutzerdung, Potentialausgleich oder Abschirmung genutzt werden darf. Bei einem „Kurzschluss“ im Kondensator ist der Außenleiter mit dem Schutzleiter und damit mit dem metallischen Gehäuse des Gerätes verbunden (Körperschluss). Daher gelten höhere Sicherheitsstandards als bei X-Kondensatoren, die bei Versagen lediglich einen Kurzschluss auslösen.
X-Kondensatoren werden zur Unterdrückung von Gegentaktstörungen eingesetzt.
X- und Y-Kondensatoren werden in Geräten zur Verbesserung der Störimmunität und der Verringerung der Störaussendung eingesetzt. Dazu zählen im Besonderen z. B.
- Kommutatormotoren und Geräte, die solche enthalten (Staubsauger, Bohrmaschinen, Waschmaschinen usw.)
- Schaltnetzteile und Geräte, die solche enthalten (PC, TV, Monitore)
- Phasenanschnitt-Steuerungen (Dimmer, Leistungssteller mit Thyristoren oder Triac)
- elektronische Vorschaltgeräte und Netzspannungs-Betriebsgeräte für Leuchtdioden.
- X-Kondensatoren werden in Kondensatornetzteilen eingesetzt um den Strom zu begrenzen.

## Sicherheit

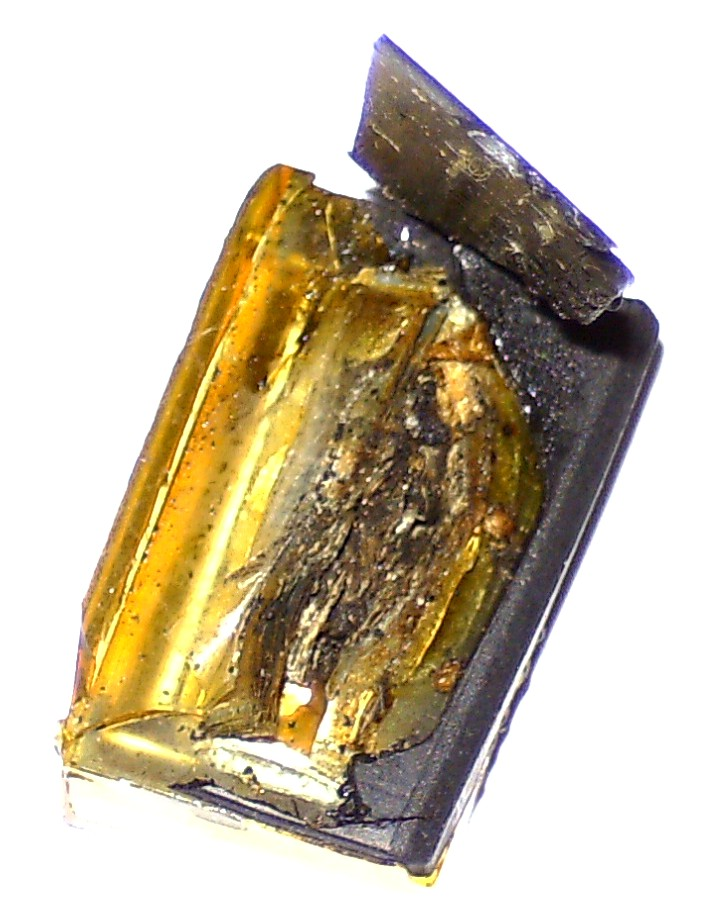
Durch Überspannung geborstener X2-Kondensator

Um die Schutzfunktion des Schutzleiters nicht zu gefährden sowie wegen des Betriebes direkt am niederohmigen Netz werden an X- und Y-Kondensatoren erhöhte Schutzanforderungen gestellt, die im Staatsauftrag in Deutschland vom VDE und in den übrigen europäischen Ländern von den jeweiligen Landesorganisationen geprüft und zertifiziert werden. Die freigegebenen Kondensatoren durften damit in der Vergangenheit mit den jeweiligen Logos wie z. B. VDE, SEMKO, DEMKO, NEMKO usw. versehen werden. Im Rahmen der Harmonisierung der europäischen Standards einigten sich die Länder der Europäischen Union im Jahre 2000 darauf, die länderspezifischen Sicherheitsvorschriften und deren Zertifikate gegenseitig anzuerkennen und ein gemeinsames Logo (ENEC) zu benutzen. Trotzdem findet man auch auf neueren Entstörkondensatoren, sofern Platz vorhanden ist, weiterhin zum Teil noch viele unterschiedliche Logos, weil in vielen Staaten des amerikanischen Kontinents die Kondensatoren von den Underwriters Laboratories, kurz UL, zertifiziert werden und auch Kanada und weitere nicht-europäische Länder ihre eigenen Zertifizierungsstellen mit ihren Logos haben.
Die speziellen Schutzanforderungen an die Kondensatoren sind erhöhte Spannungsfestigkeit und hohes Impuls-Stoßbelastungsvermögen. X1-Kondensatoren halten einem Spannungspuls von 4 kV stand, X2- von 2,5 kV und Y-Kondensatoren dem doppelten Spannungspuls. Außerdem dürfen diese Kondensatoren nach UL bei einer Zerstörung keine Stichflamme emittieren und kein leitendes Material absondern, das an anderer Stelle Kurzschlüsse auslösen könnte. Nichtleitende Teile dürfen nur mit geringer Beschleunigung (keine Explosion) abplatzen.
Bis etwa zum Jahr 1990 konnten nur Keramikkondensatoren und spezielle Papier-Kondensatoren die erhöhten Sicherheitsstandards für X- und Y-Kondensatoren erfüllen. Die MP-Kondensatoren gelten wegen des harzdurchtränkbaren Papiers bis heute als eine sichere Lösung, weil die vorgeschriebenen Belastungstests den Kondensator höchstens aufblähen. Die Zerstörung findet immer innerhalb der Umhüllung statt. Ab 1990 kam es zur Entwicklung spezieller Kunststoff-Folienkondensatoren (MKP- und MKT-Kondensatoren), die ebenfalls entsprechende Zertifizierungen aufweisen. Im Gegensatz zu den MP-Kondensatoren wird bei MKP- und MKT-Kondensatoren das Gehäuse des Kondensators mit Kunststoff-Folien bei der Belastungsprobe fast immer zerstört, womit Sauerstoff an die Schadstelle (Bereich des Lichtbogen) gelangen kann. Durch die seit der Existenz solcher Sicherheitskondensatoren geübte strenge Interpretation der Vorschriften sind deshalb Kunststoff-Folienkondensatoren für diese Anwendung nicht unumstritten.
Im Rahmen der Miniaturisierung in der Industrie gewinnen die oberflächenmontierbaren SMD-Bauformen eine immer größere Bedeutung. Das gilt auch für Entstörkondensatoren, welche als SMD-Keramikkondensator aufgebaut sind und welche im Gegensatz zu herkömmlichen SMD-Keramikkondensatoren intern im Keramiksubstrat durch eine Reihenschaltung mehrerer Kondensatoren gebildet werden.

## Normung
Die Bedingungen für die Prüfungen und Messungen der elektrischen und mechanischen Parameter zur Zulassung der Funk-Entstörkondensatoren im europäischen Bereich (ENEC) sind festgelegt in der Norm DIN IEC 60384-14.

## Geschichte
In den 1950er Jahren wurden Entstörkondensatoren nach VDE 0870 geprüft. In den 1970er Jahren gab es nur eine Klasse X und eine Klasse Y als spezielle Kategorien für Entstörkondensatoren. Für die Klasse X galten die Bestimmungen der VDE 0560-7, wobei die Klasse Y auch die Anforderungen der VDE 0560 Teil 7/11.67 erreichen musste.
Die damalige Klasse X entspricht der heutigen Klasse X2.